# Байё (коллеж)
Колле́ж Байё (фр. Collège de Bayeux; Байёнский коллеж) — в средневековом Париже полудуховное учебное заведение, основанное в 1308 году; часть Парижского университета, включавшего в XII—XV века многочисленные коллежи (коллегии).
История его создания относится ко времени правления римского папы Климента V (родом из Франции) и французского короля Филиппа Красивого. Ставленник папы, епископ Гильом Бонне (Guillaume Bonnet), основал не менее 12 школ для детей своей епархии в период с 1306 года до смерти, последовавшей в 1312 году. В 1308 году епископ отдал свой парижский дом на улице Арфы (фр. rue de la Harpe; рю де ля Арп; ныне 5-й округ Парижа) для двенадцати стипендиатов из епархий Ле-Мана и Анже (фр. Diocèse d'Angers). Большая часть студентов была из нормандского города Байё, именем которого и стала называться школа. В 1345 году новый юридический статус коллежа позволил добавить ещё четыре стипендии к двенадцати существовавшим.
В 1763 году учебное заведение было присоединено к коллежу Людовика Великого.